# MINUGUA
De United Nations Verification Mission in Guatemala (MINUGUA), of Missie van de VN voor Verificatie van de Mensenrechten in Guatemala in het Nederlands, is een vredesoperatie in Guatemala. Nederlandse deelnemers kwamen in aanmerking voor de Herinneringsmedaille VN-Vredesoperaties. De secretaris-generaal van de Verenigde Naties kende de deelnemende militairen en politieagenten de MINUGUA Medaille toe.